# Adam Tooze
Adam J. Tooze (1967) es un historiador económico británico, profesor de la Universidad de Columbia.
Nacido en Londres, se graduó en Economía por el King's College de Cambridge. Se doctoró en la London School of Economics con una tesis sobre la historia estadística de Alemania. Es considerado una autoridad en la historia económica de la Alemania nazi.

## Obras
- — (2001). Statistics and the German State, 1900–1945: The Making of Modern Economic Knowledge. Nueva York: Cambridge University Press.[4]
- — (2006). The Wages of Destruction: The Making and Breaking of the Nazi Economy. Londres y Nueva York: Allen Lane for Penguin.[5]
- — (2014). The Deluge: The Great War, America and the Remaking of the Global Order, 1916–1931. Nueva York: Viking.[6]
- — (2018). Crashed: How a decade of financial crises changed the world. Nueva York: Viking.[7]
- — (2021). Shutdown: How Covid Shook the World's Economy, Nueva York: Allen Lane[8]